# Boston (Suriname)
Boston is een plaats in Saramacca in Suriname. Het ligt in het bestuursressort Kampong Baroe op de plaats van een voormalige plantage.
Boston werd in 1819 als houtplantage verworven door F.A. Lemmers Godefroy. De plantage had een omvang van 500 akkers (ruim 200 hectare). In 1828 werd de plantage reeds verlaten. Per Koninklijk besluit van 5 november 1886 kwam de grond in eigendom van Jan Marcus (Yuri Bana) gehuwd met Maria Mac Gregors.  
Boston ligt aan de Boven-Saramacca, stroomopwaarts aan de rechterzijde, met linksaf de afslag naar de Grote Mahokreek. Verderop lag de verlaten plantage Seulen.